# Lontra provocax
El huillín, nutria de río, gato de río, lobito de río, lobito de río patagónico o tigre del agua (Lontra provocax), es una especie de mamífero carnívoro de la familia Mustelidae que habita ambientes acuáticos de Chile y Argentina. Actualmente se encuentra catalogada como especie en peligro (EN) por la IUCN, y es probablemente la especie de nutria con menor área de distribución del mundo.

## Descripción
El huillín es una especie de nutria, su cuerpo alargado que mide generalmente entre 1,10 y 1,30 metros incluyendo la cola, que mide de 38 a 45 centímetros, y su peso alcanza de los 6 a los 15 kg. Su cabeza es aplastada dorsoventralmente. Se reconoce por un pelaje aterciopelado de color café oscuro en el dorso y más blanquecino en la zona ventral. Posee membranas interdigitales en las manos y pies, que lo ayudan durante el nado, y también cuenta con unas fuertes uñas en los dedos. Presenta una concavidad característica a cada lado de los bordes dorsales de los rinarios, unos pabellones auriculares redondos y pequeños, y unas vibrisas largas y tiesas. En el macho, el pene está totalmente cubierto de pelo.

## Distribución
Habita ambientes marinos y de agua dulce del sur de Chile y algunos territorios aislados de Argentina. Los hábitats de agua dulce se sitúan al norte de su distribución geográfica. En Chile, el huillín se encontraba históricamente desde el Río Cachapoal (34º S) hasta la Península de Taitao (46° S), habitando continuamente los lagos y ríos del territorio. Sin embargo, los cambios del uso del suelo y la colonización humana han reducido su distribución del Río Imperial (38° S) y al sur de este.
En Argentina, las poblaciones de agua dulce del huillín se distribuían desde la Provincia del Neuquén (36º S) hasta el Lago Buenos Aires (46° S), y se encontraba mayoritariamente en cursos fluviales andinos y esteparios. Actualmente, su presencia se restringe a la cuenca hidrográfica del Río Limay, principalmente dentro del parque nacional Nahuel Huapi.
Por otra parte, el huillín se sitúa en ambientes marinos de lo largo de la costa pacífica de Chile desde los 46° S hasta Tierra del Fuego, y en Argentina, solamente se encuentra en la isla Los Estados del Archipiélago Fueguino y en el Canal Beagle.
Es probablemente la especie de nutria con menor área de distribución de todo el mundo.

## Fisiología
El huillín cuenta con adaptaciones típicas del medio acuático. Su forma alargada y cabeza aplanada le confiere hidrodinamismo, como también le ayudan a la natación sus membranas interdigitales y una cola como órgano propulsor. Sus orejas pequeñas y los orificios nasales se taponan al sumergirse, aunque cuando nadan en la superficie del agua, nariz, ojos y orejas quedan expuestos.
Tiene un gran ámbito de hogar, y se estipula que el área reproductora del huillín es de más de 25 km lineales de riberas de arroyos, ríos y lagos. Sus madrigueras y sitios descansaderos se ubican cercanos al agua y en lugares con vegetación densa y muchas raíces, dentro de rocas agrietadas o excavados en las riberas, lugares que quedan sumergidos durante las crecidas o bajo arbustos y raíces. Las madrigueras forman un sistema de cuevas de entre 1 y 4 aperturas, que queda alejado entre 25 y 50 metros del agua, y en el litoral se conforman con las rocas costeras.
Los machos suelen tener un comportamiento solitario, excepto durante el apareamiento, que se los puede observar con pareja. La hembra forma grupos familiares con sus crías. El apareamiento se produce en invierno, y la hembra da a luz en primavera, dentro de madrigueras especiales con las entradas camufladas. Los recién nacidos son ciegos, y pasan sus días en la madriguera durmiendo o siendo amamantados hasta los dos meses de vida. Empiezan a ver a partir del primer mes, nadan a partir del tercero, y son capaces de cazar a partir del cuarto. Abandonan la madriguera durante el primer año de vida, aunque no son maduros sexualmente hasta su segundo o tercer año, aunque muchos huillines mueren antes de alcanzar este último estadio vital. Poco más del 1% de huillines logra sobrevivir más allá de los 6-10 años de edad.
Tiene actividad crepuscular y nocturna, que se relaciona con los hábitos también nocturnos de algunos crustáceos, que son el fundamento de su dieta. Durante el día descansan o migran localmente.

## Ecología
Su hábitat preferente son los ríos, esteros, lagos, estuarios, canales y litoral rocoso. En los medios de agua dulce se ubica en lagos o ríos con densa vegetación ribereña, con muchos árboles de grandes raíces, asociados a vegetación terrestre compuesta de canelo (Drymis winteri), leña dura (Maytenus magellanicus) y coihue (Nothofagus betuloides). En zonas de agua marina, prefiere áreas rocosas tipo paredón o bloques protegidos no expuestos directamente al Océano Pacífico, también en sectores con abundante vegetación ribereña y poca presión antrópica, que le permite establecer sus madrigueras.
Su alimentación en ambientes de agua dulce se basa en los crustáceos. Un estudio más detallado de su dieta en el humedal de Boroa (Región de la Araucanía, Chile) reveló que los crustáceos corresponden a un 70% de su dieta, más del 15% serían peces, y menos del 5% serían anfibios, insectos, moluscos, mamíferos, aves y otros vertebrados no identificados. El camarón de río Samastacus spinifrons es la crustáceo favorito del huillín, suponiendo más del 45% de su dieta, aunque también es parte importante de su dieta el género de crustáceos Parastacidae (14,4%) los peces osteíctios (13,3%) y la especie de rana Caudiverbera caudiverbera (2,6%) y los insectos plecópteros (>1%). También podrían formar parte de su dieta las semillas de cortadera, totora y quilmén (González, 2006).
Se observan diferencias en su alimentación entre la estación seca y lluviosa. En la estación lluviosa, se produce una disminución de presas peces, que pasan de ser más del 20% de su dieta en la estación seca a menos del 7% durante el período de lluvias. Asimismo, la diversidad de sus presas es mayor durante la estación seca que en la lluviosa. Se considera al huillín como una especie de dieta generalista y con un comportamiento oportunista.
Existen 3 factores que explican el área de distribución del huillín. En primer lugar, la presencia de crustáceos, principal elemento de su dieta. En segundo lugar, el establecimiento humano, que constriñe los territorios habitables del huillín, además que esto podría suponer cambios de la visibilidad del agua negativos para la especie. Por último, su interacción con el visón americano Neovison vison.

## Conservación
El huillín ha sido desplazado de la mayoría de sus áreas de distribución de agua dulce. La fuerte disminución de su presencia en Chile se debe principalmente a la fragmentación y destrucción de su hábitat por parte del ser humano, que ha removido la vegetación ribereña donde el huillín construye sus madrigueras y descansaderos, y que ha contaminado y modificado el curso del agua de los ríos por dragado, construcción de embalses, y canalización del agua para su uso en agricultura. El ser humano también ha ocasionado efectos negativos para la presencia del huillín debido a sus prácticas de caza, perturbación ganadera, la depredación por parte de perros, y la competencia por el alimento con salmónidos escapados de las piscifactorías chilenas.
Podría existir una relación de competencia interespecífica entre el mustélido invasor visón americano (N. vison) por las presas y el hábitat. No obstante, se ha visto que la capacidad de cambio hacia una dieta más terrestre y de sobrevivir en diferentes hábitats por parte del visón en presencia del huillín evitarían la competencia directa. Incluso, se ha podido observar que el huillín causaría efectos negativos sobre el visón debido a que le induce a este cambios en su comportamiento alimenticio y en el patrón de actividad.
En Chile, el huillín fue catalogado por primera vez con una categoría de conservación en 1993, en el Libro Rojo de la Fauna Terrestre de Chile, donde se consideró una especie en peligro de extinción. Más tarde, en 2007 y también en Chile, fue clasificado como especie en peligro en su área más norteña (de O’Higgins a Los Lagos), donde perdió gran parte de sus hábitats por la destrucción y degradación de los mismos y la competencia por el alimento por parte de los salmones introducidos, y sin datos suficientes en su área más sureña (de Los Lagos a Magallanes), lo que significa que se le consideraba como especie con graves problemas de conservación pero no se diferencia si se trata de una especie vulnerable  o en peligro, como en el norte. Desde 2009 existe un Plan Nacional de Conservación del Huillín en Chile.
En Argentina, se le considera una especie en peligro debido al aislamiento de sus hábitats.
Internacionalmente, se reconoce al huillín como una especie en peligro (EN) por la lista roja de la IUCN desde 2004.